# Johanna Puhakka
Johanna Julia Puhakka (* 3. April 1993) ist eine finnische Schauspielerin.

## Leben und Karriere
Puhakkas Vater ist der Dirigent Jari Puhakka. Ihr Debüt gab sie 2003 in dem Film Sibelius. Von 2015 bis 2019 war sie in der Serie Salatut elämät zu sehen. Anschließend bekam Puhakka 2016 in Bikineitä ja timantteja eine Hauptrolle. Im selben Jahr war sie in Pihlajakadun tuhmat tädit zu sehen.
Im Herbst 2019 begann Puhakka ein Schauspiel- und Tanzstudium an der East 15 Acting School in London. Zuvor hatte sie sechs Mal ohne Erfolg an der  Theaterakademie Helsinki beworben. 2021 wurde Puhakka für den Film Luokkakokous 3 – Sinkkuristeily gecastet.
Zusammen mit der Schauspielerin Sara Parikka drehte sie 2022 den Podcast Papupata.

## Privates
Sie war mit dem Fußballspieler
Paulus Arajuuri liiert. Die Trennung des Paares wurde Anfang 2022 bekannt gegeben. Seit Kuni 2023 ist sie mit dem Schauspieler Samuel Glassar zusammen.

## Filmografie
Filme
- 2003: Sibelius
- 2021: Luokkakokous 3 – Sinkkuristeily

Serien
- 2015–2019: Salatut elämät
- 2016: Bikineitä ja timantteja
- 2016: Pihlajakadun tuhmat tädit
- 2018: Pihlajasatu
- seit 2019: Rantabaari
- 2022: Jukka Lindströmin Sivuhistoria
- 2022: Kaverikirja
- 2023: Jarkko Tammisen maailma